# Llano Uplift
Il Llano Uplift (letteralmente sollevamento di Llano) è una regione del Texas centrale caratterizzata da particolari formazioni geologiche circolari di roccia precambriana, principalmente granito. Si trova nella regione orientale dell'Altopiano Edwards, ad ovest del Texas Hill Country. 